# Биртин (Хунедоара)
Биртин (рум. Birtin) насеље је у Румунији у округу Хунедоара у општини Ваца Де Жос. Oпштина се налази на надморској висини од 254 m.

## Становништво
Према подацима из 2002. године у насељу је живело 301 становника, од којих су сви румунске националности.